# Jennifer Colino
Jennifer Colino Guerra (Torrevieja, Alicante; 11 de octubre de 1985) es una ex gimnasta rítmica española que compitió en la selección nacional de gimnasia rítmica de España. Como parte del conjunto del Club Atlético Montemar fue campeona de España infantil (1996) y júnior (1998), y como individual fue campeona de España júnior (1998) y en la categoría de honor (2003 y 2004), entre otras preseas. En la actualidad entrena al Club Jennifer Colino de Torrevieja.

## Biografía deportiva

### Inicios
Con 5 años comenzó a practicar como actividad extraescolar ballet, flamenco y baile español. A los 8 años se inició en la gimnasia rítmica como parte de las actividades extraescolares del colegio. Empezó en el Club Gimnasia Rítmica Torrevieja, para pasar 2 años después al Club Atlético Montemar de Alicante, club del que han surgido otras gimnastas españolas importantes como Carolina Pascual, Marta Baldó o Estela Giménez. 
En 1996 fue campeona autonómica en categoría infantil en la modalidad individual con el Club Torrevieja y campeona de España en categoría infantil en la modalidad de conjuntos con el Club Atlético Montemar. Para 1997 fue campeona de España en categoría infantil en pelota, y en 1998 campeona de España en categoría júnior en la modalidad individual y campeona de España en categoría júnior en la modalidad de conjuntos. En 1999 fue campeona de España en categoría júnior en cinta y en pelota. Ese mismo año fue medalla de bronce en el concurso general de la categoría júnior con el conjunto del Montemar en el Campeonato de España de Conjuntos en Valladolid (un conjunto entonces integrado también por otras tres futuras gimnastas de la selección como Isabel Pagán, Marta Linares y Laura Devesa, además de por Ana Marqueño). En 2000 fue campeona de España en categoría sénior tanto en cuerda como en aro.

### Etapa en la selección nacional
Para 2001 entró a formar parte de la selección nacional de gimnasia rítmica de España en modalidad individual tras ser convocada por la seleccionadora Nina Vitrichenko. Ese mismo año ganó la Copa de España. En octubre en el Campeonato Mundial de Madrid, tras las descalificación de Alina Kabáyeva e Irina Cháshchina, quedó en la 4.ª posición por equipos junto a Almudena Cid y Carolina Rodríguez y en la 13.ª posición en la general individual. En noviembre de 2002, disputó el Campeonato Europeo de Granada, logrando la 5.ª plaza por equipos junto a Almudena Cid y la 10.ª plaza en la final del concurso general individual. En 2003, en el Campeonato Mundial de Gimnasia Rítmica de Budapest, logró el 6.º puesto por equipos junto a Almudena Cid, Carolina Rodríguez y Esther Escolar. Además, obtuvo la 11.ª plaza en la general. En esta competición, el equipo español sólo consiguió tener derecho a una plaza para los Juegos Olímpicos de Atenas 2004.
La Real Federación Española de Gimnasia decidió que Jennifer Colino y Almudena Cid compitieran entre sí por el puesto en los Juegos Olímpicos. Para ello, arbitró un sistema de clasificación que otorgara la plaza olímpica, el cual estaba formado por cuatro controles internos y cuatro competiciones internacionales. Esta decisión no gustó al entorno de ninguna de las dos gimnastas, ya que las obligaba a competir al máximo los meses previos a los Juegos, haciéndolas sufrir un mayor desgaste físico y mental, y aumentando el riesgo de producirse alguna lesión. Almudena declararía que el sistema había olvidado su amplia trayectoria, y Colino dijo que pensaba que había favoritismo hacia Cid. Tras obtener una mayor puntuación en el sistema de clasificación, Almudena Cid logró finalmente su pase a los Juegos. 
En 2003 y 2004 Colino fue campeona de España en categoría de honor. En junio de 2004, en el Campeonato Europeo de Kiev, fue 5.ª por equipos junto a Almudena Cid, y en junio de 2005, en el Campeonato Europeo de Moscú, quedó 6.ª por equipos junto a Almudena Cid y Esther Escolar. Ese mismo mes disputó los Juegos Mediterráneos de 2005 en Almería, en los que consiguió la 5.ª plaza en la final. En septiembre fue campeona de la Copa Mercedes-Benz en Berlín, una prueba clasificatoria para el concurso general del Masters de Berlín (último torneo del Grand Prix 2005), en el que fue finalmente 16.ª en la general y 8.ª en la final de cinta. En octubre de 2005, en el Campeonato del Mundo de Gimnasia Rítmica de Bakú (Azerbaiyán) fue 17.ª clasificada en la clasificación general y, junto a Almudena Cid, Carolina Rodríguez y Esther Escolar, 6.ª por equipos. En septiembre de 2006 fue 12.ª en la general del Campeonato Europeo de Moscú. En marzo de 2007, el empeoramiento de una lesión de espalda que arrastraba desde 2003 hizo que el equipo técnico de la Federación le instara a paralizar sus entrenamientos, aunque ella seguiría entrenando de manera independiente.

### Retirada de la gimnasia
En febrero de 2008 se retiró a causa del agravamiento de la lesión de espalda que sufría desde 2003. En el anuncio de su retirada, Jennifer criticó públicamente a la Real Federación Española de Gimnasia y al Club Atlético Montemar por el trato recibido, y a los servicios médicos de la RFEG por no detectar antes la gravedad de su lesión, aunque también señaló que en el último año le aconsejaron dejar de entrenar y no lo hizo porque quería estar en los Juegos Olímpicos.
Entrenó durante varios años al Club Gimnasia Rítmica Torrevieja, donde coincidió en el equipo técnico con otras exgimnastas como Mari Carmen Moreno o Mónica Ferrández. En octubre de 2015 anunció la creación de su propio club de gimnasia rítmica, el Club Jennifer Colino, con sede en Torrevieja, el cual entrena en la actualidad.

## Equipamientos
| Período     | Proveedor |
| ----------- | --------- |
| 2001 - 2006 | Li-Ning   |

## Música de los ejercicios
| Año         | Aparatos                                                                        | Música |
| ----------- | ------------------------------------------------------------------------------- | --- |
| 2001 - 2002 | Pelota                                                                          | «Caravena» y «En Ville» del espectáculo Mystère del Cirque du Soleil, compuesto por René Dupéré y Benoît Jutras. |
| 2001        | Mazas                                                                           | «Martin vs. Tavington» de la banda sonora de El patriota, compuesta por John Williams y «Van Den Budenmayer - Funeral Music (Full Orchestra)» de la banda sonora de Tres colores: Azul, compuesta por Zbigniew Preisner. |
| 2001        | Cuerda                                                                          | «Minus One» de Greg Ellis. |
| 2001        | Aro                                                                             | «Don Alfonso» de la banda sonora de Don Juan DeMarco, compuesta por Michael Kamen. |
| 2002        | Pelota                                                                          | «Seleni» de Pavlo. |
| 2002        | Mazas                                                                           | «Bumble Bee Boogie» de Robert Wells. |
| 2002        | Cuerda                                                                          | «Antexw» de Giórgos Alkaíos. |
| 2002        | Aro                                                                             | «Pitbull Terrier», «Devil in the Business Class» y «Unza Unza Time», de Emir Kusturica. |
| 2002 - 2003 | Ejercicio de exhibición (Manos libres) junto a Carolina Rodríguez y Tania Campo | «Kismet» de Bond. |
| 2003        | Cinta                                                                           | «Te aviso, te anuncio (tango)» de Shakira. |
| 2003        | Aro                                                                             | «Antexw» de Giórgos Alkaíos. |
| 2003        | Pelota                                                                          | «Tholoni I Matia Mou» de Giórgos Alkaíos. |
| 2003 - 2004 | Mazas                                                                           | «Hovercraft Chase» de la banda sonora de Die Another Day, compuesta por David Arnold. |
| 2004        | Cinta                                                                           | «Jovano, Jovanke» de Leb i Sol. |
| 2004        | Aro                                                                             | «Tetsujin» de la banda sonora de The Matrix Revolutions, compuesta por Juno Reactor y Don Davis. |
| 2004        | Aro                                                                             | «Guapa» de Jons Pistoor. |
| 2004        | Pelota                                                                          | «The Jablonsky Variations on a Theme by HZ / Cameroon Border Post» de la banda sonora de Tears of the Sun, compuesta por Hans Zimmer.                                                                                    |
| 2005 - 2006 | Cinta                                                                           | «Explosive» de Bond. |
| 2005        | Pelota                                                                          | «Exterminate!» de Snap! y «Man O To» de Arash. |
| 2005 - 2006 | Cuerda                                                                          | «Leyla» de Özcan Deniz. |
| 2005 - 2006 | Mazas                                                                           | «Sphynx (Club Mix)» de Giampiero Ponte. |
| 2005        | Ejercicio de exhibición (Manos libres)                                          | «Vuelvo al sur» de Gotan Project. |
| 2006        | Pelota                                                                          | «Flor de la noche» de Vicente Amigo. |
| 2006        | Ejercicio de exhibición (Manos libres)                                          | «Without You» de Badfinger, en la versión de Mariah Carey. |
| 2006        | Ejercicio de exhibición (Manos libres)                                          | «My All» de Mariah Carey. |
| 2006        | Ejercicio de exhibición (Manos libres) junto a Carolina Rodríguez               | «Sur» de Dorantes. |

## Premios, reconocimientos y distinciones
- Mejor Deportista  Promesa («Premio Antonio Cutillas») de 1998 en los Premios Deportivos Provinciales de la Diputación de Alicante (1999)
- Mejor Deportista Promesa («Premio Antonio Cutillas») de 2001 en los Premios Deportivos Provinciales de la Diputación de Alicante (2002)
- Finalista a Mejor Deportista Femenina de 2003 en los Premios Deportivos Provinciales de la Diputación de Alicante (2004)
- Finalista a Mejor Deportista Femenina de 2005 en los Premios Deportivos Provinciales de la Diputación de Alicante (2006)[12]
- Mejor Técnico Deportivo de 2019 en los Premios Deportivos Provinciales de la Diputación de Alicante (2021)[13]

## Galería

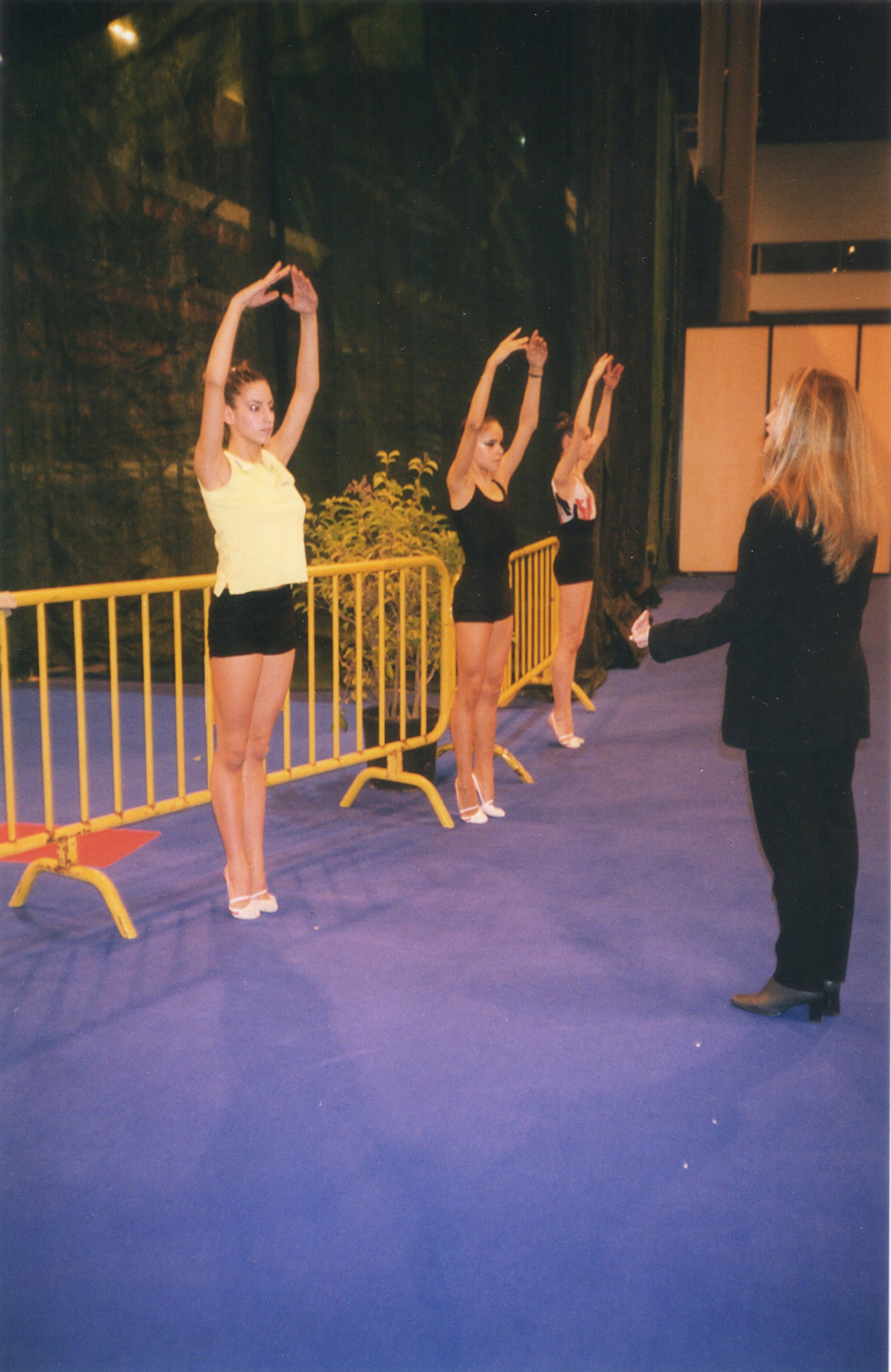
Jennifer (centro) con Almudena Cid y Carolina Rodríguez en el Mundial de Madrid (2001).
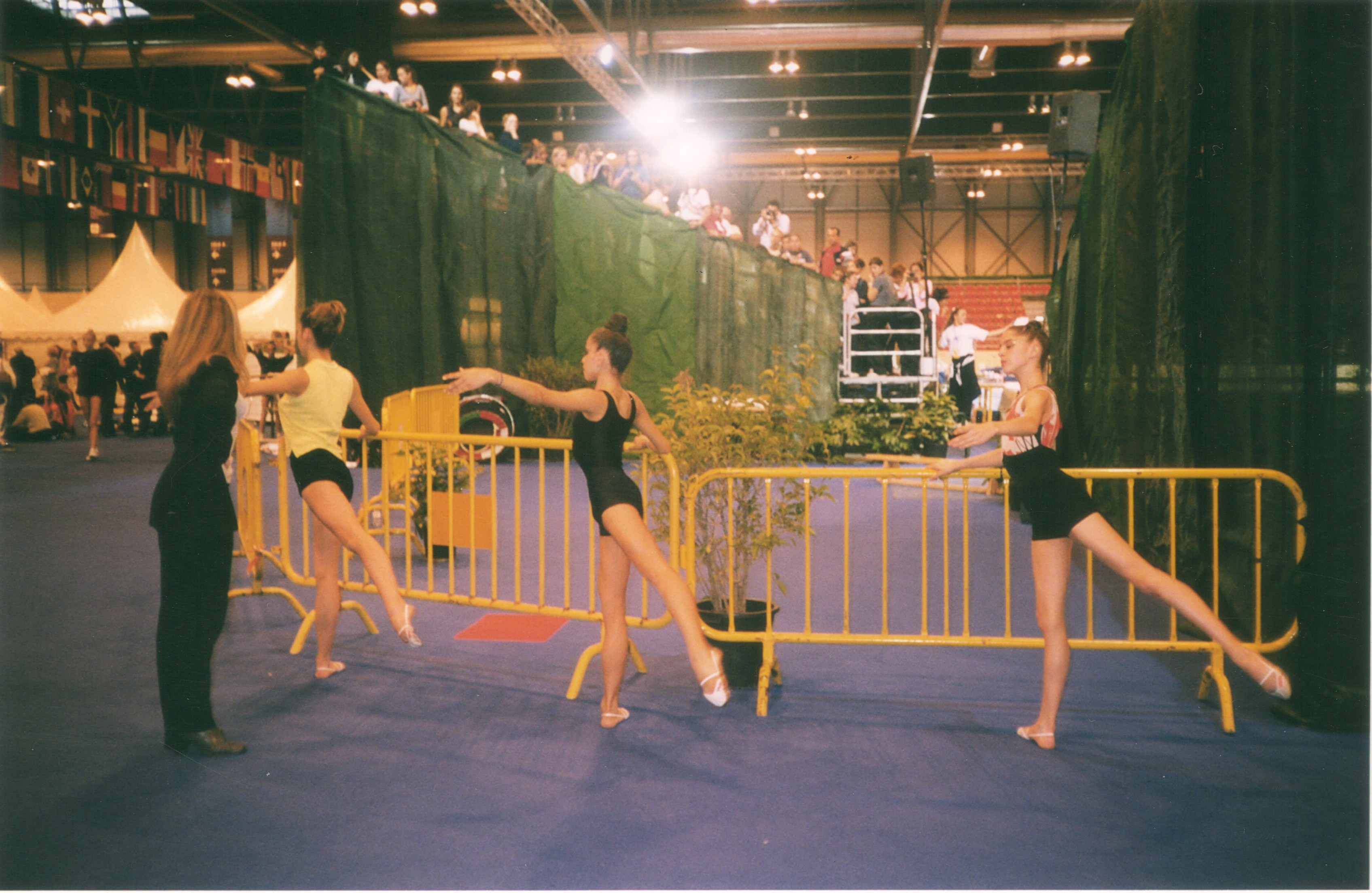
Colino (centro) en otro momento del calentamiento.
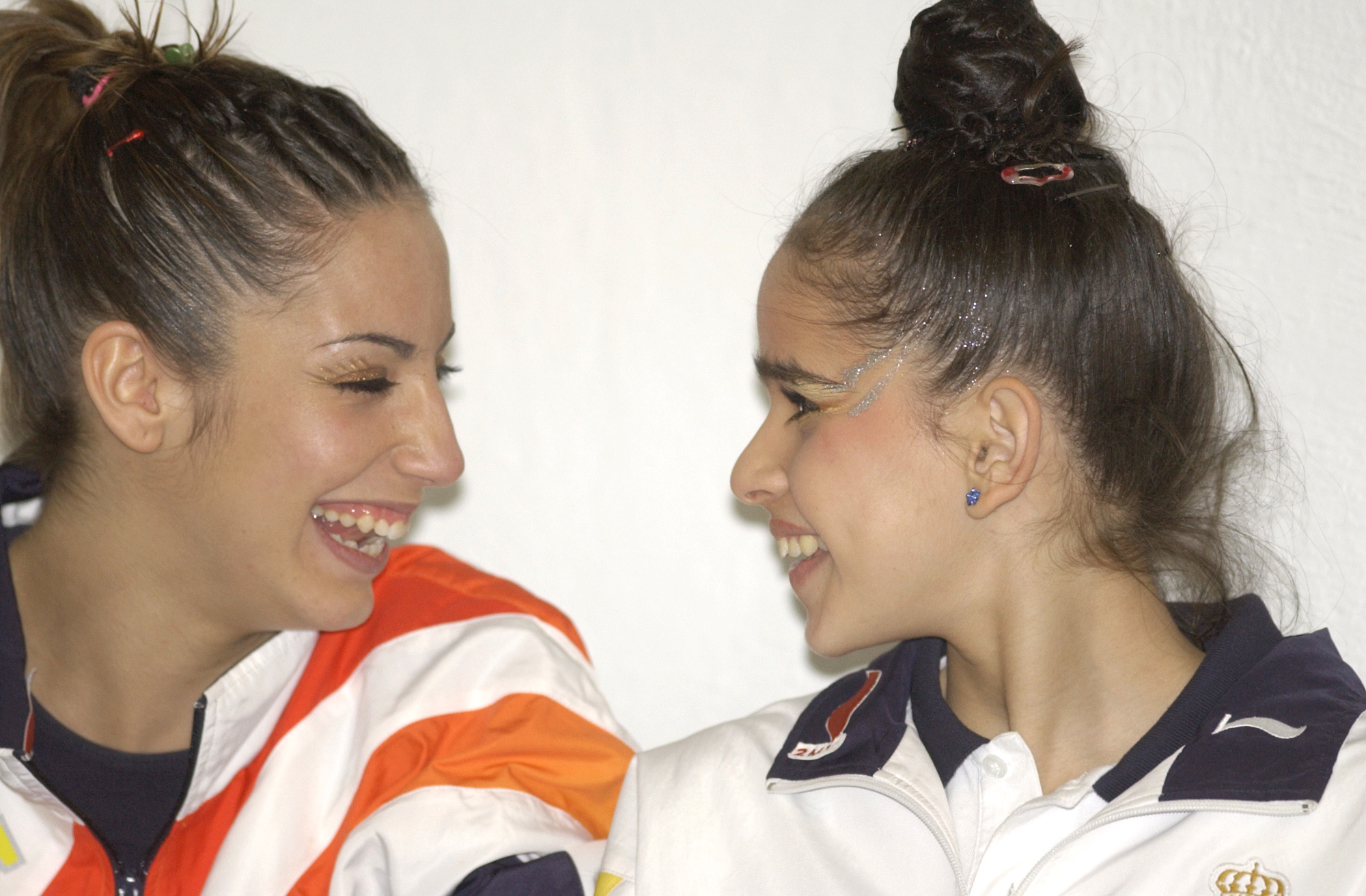
Colino (derecha) junto a Almudena Cid en el Campeonato Europeo de Granada en 2002.
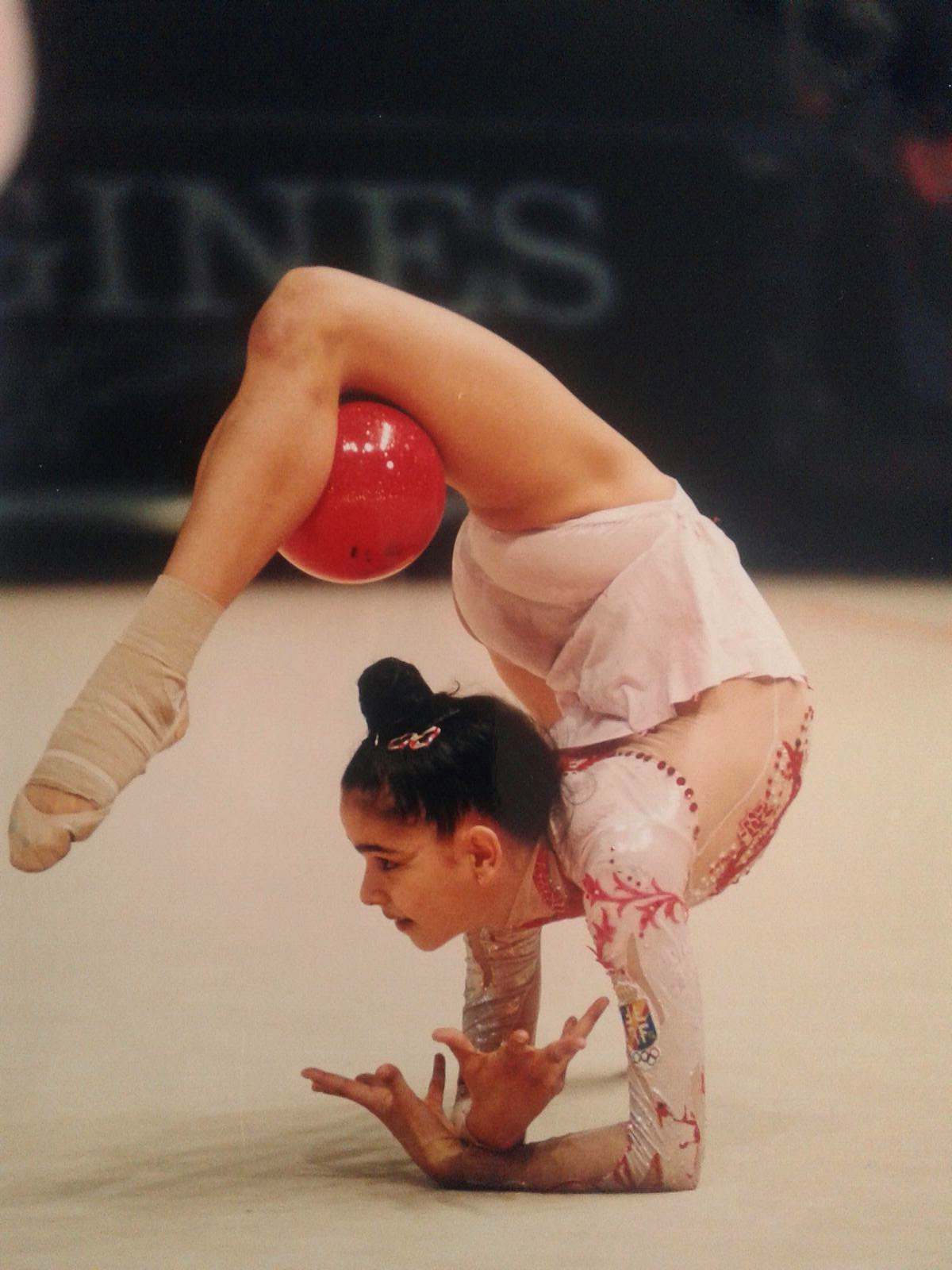
Jennifer durante su ejercicio de pelota en el Europeo de Riesa (2003).
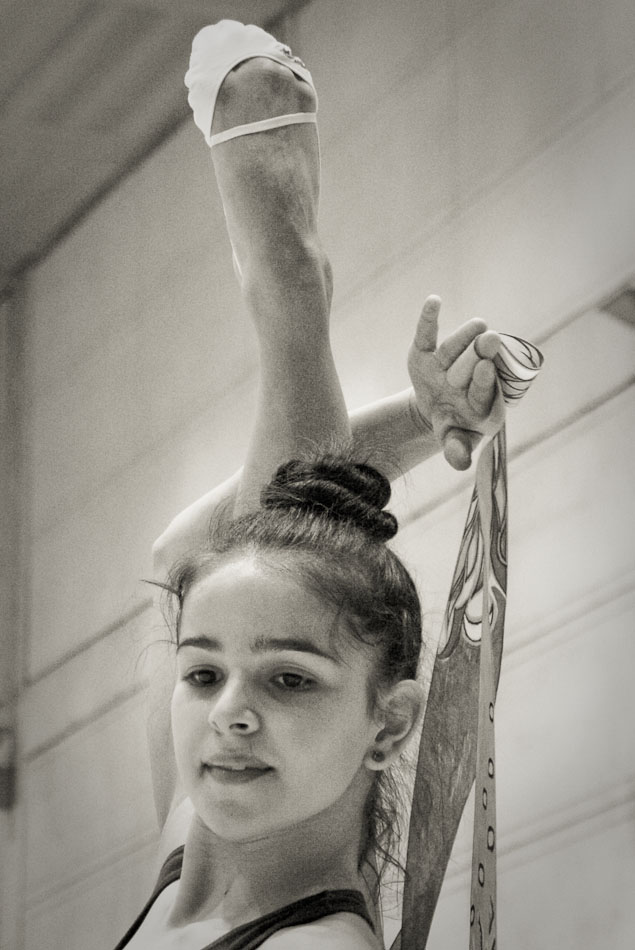
Jennifer Colino durante un entrenamiento en el CAR de Madrid en 2003.
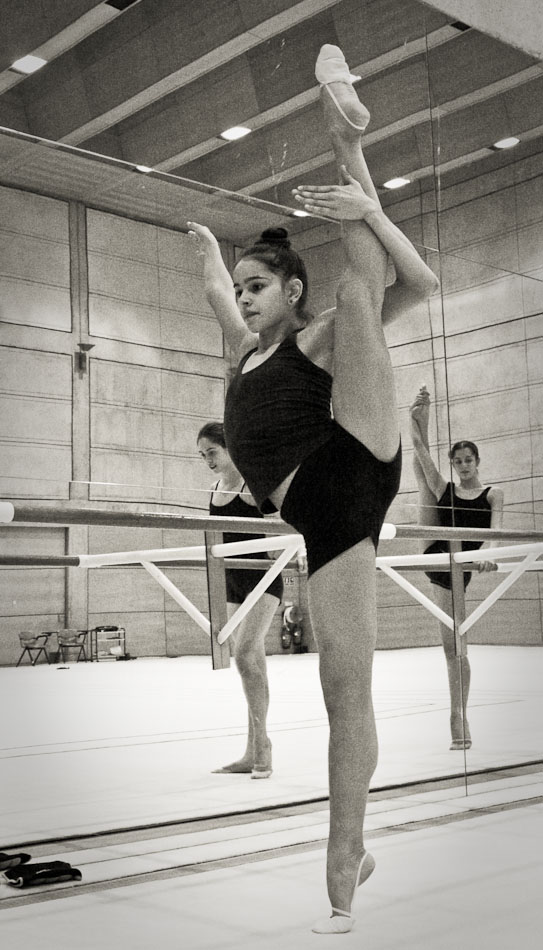
Colino realizando un split o spagat lateral en equilibrio durante la misma sesión.

## Filmografía

### Programas de televisión
| Programas de televisión | Programas de televisión     | Programas de televisión | Programas de televisión   |
| Año                     | Título                      | Cadena                  | Notas                     |
| ----------------------- | --------------------------- | ----------------------- | ------------------------- |
| 2002                    | Escuela del deporte         | La 2 de TVE             | Entrevistada en reportaje |
| 2003                    | El sueño olímpico. ADO 2004 | La 2 de TVE             | Entrevistada en reportaje |
| 2004                    | Escuela del deporte         | La 2 de TVE             | Entrevistada en reportaje |